# مقهى الغناء

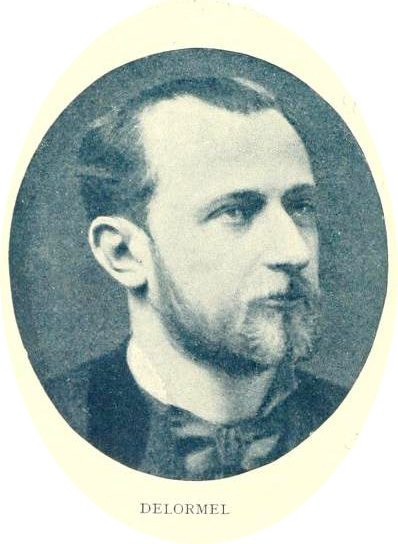
صورة لكاتب الأغاني لوسيان ديلورميل في ثلاثين عامًا من حفلات المقهى ص 182

مقهى الغناء (بالفرنسية: Café chantant ) هو نوع من المؤسسات الموسيقية المرتبطة بالحقبة الجميلة في فرنسا. كانت الموسيقى بشكل عام خفيفة الروح وأحيانًا نزيهة أو حتى بذيئة ، ولكن على عكس تقاليد الكابريه، لم تكن سياسية أو تصادمية بشكل خاص.
على الرغم من وجود الكثير من التداخل في التعريف مع الكباريه، وقاعة الموسيقى، والمسرحيات الهزلية، وما إلى ذلك، فإن المقهى كان في الأصل مقهى في الهواء الطلق حيث تؤدي مجموعات صغيرة من فناني الأداء الموسيقى الشعبية للجمهور.

## الاختلافات الوطنية
تعود أصول تقليد مثل هذه المؤسسات كمكان للموسيقى إلى باريس  ولندن في القرن الثامن عشر.
اكتسبت هذه المؤسسات شعبيتها على نطاق واسع في أواخر القرن التاسع عشر وأوائل القرن العشرين مع نمو "مقاهي" وطنية أخرى مختلفة من مقهى الغناء (إلى جانب الفرنسية). وهكذا ، تحدث أحدهم عن مقاهي الغناء الايطالية، مقاهي الغناء الألمانية ، أومقاهي الغناء النمساوية. على سبيل المثال ، كان هناك مبنى واحد على الأقل من العصر الفيكتوري في إنجلترا يُعرف باسم مقهى الغناء. كان عازف الكمان جورج بوولنجر من أشهر الفنانين في هذا الوسط ، الذي غنى بهذا الأسلوب من عام 1910 حتى عام 1958 ، والمغنية جوريلا جوري أو زيرا أربا التي توفيت عام 1963.
في إسبانيا ، عُرفت هذه المؤسسة باسم مقهى كانتانت (مقهى الغناء) وأصبحت مركزًا لعروض الفلامنكو الاحترافية من منتصف القرن التاسع عشر إلى عشرينيات القرن الماضي.
عُرفت مقاهي الغناء باسم kafeşantan (كافشانتان) باللغة التركية،  وتم افتتاح العديد منها في منطقة بيوغلو / بيرا في اسطنبول في السنوات الأولى من القرن العشرين. تم وصفها بتفصيل كبير في مذكرات مؤلفين مثل أحمد راسم وسيرمت مختار ألوس. ظهرت نسخ سابقة من kafeşantan ، والمعروفة باسم كافشانتان التركية ، في اسطنبول خلال العهد العثماني في وقت مبكر من عام 1554. المئات منهم كانت مفتوحة باستمرار ، ومعظمهم كانت النادي الاجتماعي.
في الإمبراطورية الروسية ، تم استخدام المصطلح في اللغة الروسية باسم "كافيه-شانتان" (кафе-шантан). اشتهرت أوديسا بالعديد من Kafe-Shantany.

## جمع التبرعات من أجل حق المرأة في التصويت وأسباب أخرى
في القرن العشرين ، أقيمت فعاليات مقهى الغناء في جميع أنحاء المملكة المتحدة من قبل حركة حق المرأة في التصويت لجمع مؤيديها وجمع الأموال. كان القصد من تنظيم الأحداث الموسيقية والعروض الأخرى التي أقيمت في الحركة أن يكون على مستوى عالٍ (ومن غير المرجح أن يكون صعبًا على الرغم من أنه غير تقليدي) ، لذلك كان جمع التبرعات بهذه الطريقة ناجحًا.بدءًا من فرع واحد ، ثم انتشار عبر اسكتلندا ، قاد هذا النوع من جمع التبرعات في عام 1908 جيسي إم سوجا ، كونترالتو. يُظهر برنامج لمقهى في لندن مجموعة متنوعة من العروض التي تتراوح من الموسيقى أو المحادثات إلى الاستبصار والجوجيتسو.
قبل ذلك ، تم تنظيم حدث الغناء والشاي والقهوة في عام 1900 في إدنبرة من قبل أليس لو (مناصرة لحقوق المرأة) وممثل لجمع الأموال من أجل صندوق وطني للجنود الاسكتلنديين. وفي وقت لاحق ، تم تنظيم حدث مماثل لصندوق وسائل الراحة لأسرى الحرب، من قبل "لجنة الشاي" في المنتجع الصحي ليمنقتون ، خلال الحرب العالمية الأولى في عام 1916.

## الاستخدامات الأدبية
كان حفلة المقهى كتابًا نشرته دار النشر "النسخة الأصلية" في عام 1893 حول المؤسسات الفرنسية في ذلك الوقت. يحتوي الكتاب على نص لجورج مونتورجيل. وهي موضحة بالعديد من المطبوعات الحجرية لتولوز لوترك وهنري غابرييل إبيلز والتي تتميز في الغالب بفناني الأداء المشهورين أو العملاء من مشهد باريس المعاصر.
يظهر اسم مقهى الغناء في:
- آرابي ، قصة قصيرة كتبها جيمس جويس (تمت كتابتها في 1904-1905 ؛ نُشرت عام 1914 في دبلن)[18]
- الرجل الذي كان يوم الخميس: كابوس ، بقلم جي كي تشيسترتون (نُشر عام 1908)[19]
- بودنبروكس ، توماس مان (نُشر عام 1901) بالألمانية[20]
- أيام الاحد جان ديزرت ، بقلم جان دي لا فيل دي ميرمونت (تم نشره عام 1914).[21]